# Dance Central
Dance Central é um jogo de ritmo de músicas para o Xbox 360, que usa os seus movimentos pelo Kinect. O jogo foi desenvolvido pela Harmonix Music Systems, criadora do Guitar Hero e Rock Band, Dance Central foi um título de lançamento para o Kinect. Dance Central 2 foi anunciado oficialmente na E3 de 2011 e mais tarde lançado em outubro de 2011. Dance Central 3 foi oficialmente anunciado na E3 de 2012 e foi lançado em outubro de 2012. Depois de um ano sem lançar novo título, Dance Central Spotlight foi oficialmente anunciado na E3 de 2014, sendo lançado exclusivamente para o Xbox One como o primeiro lançamento digital da franquia. Após vários anos, Dance Central (2019) é lançado exclusivamente para Oculus Quest, Rift e Rift S, sendo o primeiro jogo da franquia em Realidade Virtual (VR).
Em dezembro de 2022, a Epic Games – proprietária dos estúdios Harmonix desde 2021 anunciou que os servidores e todos os serviços online (exceto para versão VR) seriam desligados em 24 de janeiro de 2023.

## Jogabilidade
Jogabilidade envolve o jogador executar movimentos de dança dadas, que são seguidos por Kinect e representado na tela por um dos oito avatares. O jogo apresenta mais de 650 movimentos de dança diferentes, abrangendo mais de 90 coreografias. Existem cinco modos disponíveis:
- Perform It: Modo single-player do jogo, em que o objetivo é concluir essas rotinas de dança para ganhar uma pontuação elevada.
- Workout Mode: Uma extensão para o modo normal em que o número de calorias queimadas também são monitorados, juntamente com o tempo de treino.
- Dance Battle: Dois jogadores competem em contra em uma batalha de dança. A pessoa com a maior pontuação será o vencedor. No caso raro de haver um empate na pontuação, o jogador que passou mais movimentos ganha.
- Challenge Mode: Quando todas as músicas (quatro ou cinco) em cada categoria têm dificuldade em pelo menos quatro estrelas em cada uma, um desafio baseado na dificuldade é desbloqueado. Este modo aumenta a dificuldade do jogo por ter porções de quatro ou cinco músicas combinadas em uma só, assim, misturando-se os movimentos da dança. Todos os desafios devem ser preenchidos com quatro estrelas em cada desafio, a fim de desbloquear o desafio final.
- Break It Down: Um modo de prática que permite os novatos para aprender passos de dança mais avançados em um processo passo-a-passo.

## Personagens
• Angel
• Miss Aubrey
• Emilia
• Dare
• MacCoy
• Mo
• Oblio
• Taye
• Eliot e Shinju

## Locais
- Estágio
- Período de 5
- As Pranchas
- The Roost
- Gridlock
- City Limits
- Imóveis Dr. Tan.

## Trilha sonora

### No disco
As seguintes 32 canções estão incluídas no disco do jogo.
| Título da Música                  | Artista                        | Década | Coreógrafo        | Classificação | Dificuldade (Até 7) | Personagem  | Segundo Personagem |
| --------------------------------- | ------------------------------ | ------ | ----------------- | ------------- | ------------------- | ----------- | ------------------ |
| "Body Movin' (Fatboy Slim Remix)" | Beastie Boys                   | 1990s  | Marcos Aguirre    | Off The Hook  | 7                   | Oblio       | Oblio              |
| "Brick House"                     | Commodores                     | 1970s  | Ricardo Foster    | Off The Hook  | 7                   | Maccoy      | Glitch             |
| "Bust a Move"                     | Young MC                       | 1980s  | Devin Woolridge   | Hardcore      | 6                   | Mo          | Mo                 |
| "C'mon N' Ride It (The Train)"    | Quad City DJ's                 | 1990s  | Chanel Thompson   | Simple        | 2                   | Dare        | Dare               |
| "Can't Get You Out of My Head"    | Kylie Minogue                  | 2000s  | Frenchy Hernandez | Simple        | 2                   | Miss Aubrey | Miss Aubrey        |
| "Crank That (Soulja Boy)"         | Soulja Boy Tell 'Em            | 2000s  | Devin Woolridge   | Moderate      | 3                   | Mo          | Mo                 |
| "Days Go By"                      | Dirty Vegas                    | 2000s  | Ricardo Foster    | Hardcore      | 6                   | Maccoy      | Glitch             |
| "Dip It Low"                      | Christina Milian               | 2000s  | Frenchy Hernandez | Tough         | 4                   | Taye        | Dare               |
| "Don't Sweat the Technique"       | Eric B. & Rakim                | 1990s  | Devin Woolridge   | Off The Hook  | 7                   | Maccoy      | Glitch             |
| "Down"                            | Jay Sean ft. Lil Wayne         | 2000s  | Marcos Aguirre    | Moderate      | 3                   | Angel       | Angel              |
| "Drop It Like It's Hot"           | Snoop Dogg                     | 2000s  | Frenchy Hernandez | Off The Hook  | 7                   | Taye        | Dare               |
| "Evacuate the Dancefloor"         | Cascada                        | 2000s  | Marcos Aguirre    | Tough         | 4                   | Emilia      | Emilia             |
| "Flava In Ya Ear (Remix)"         | Craig Mack                     | 1990s  | Frenchy Hernandez | Legit         | 5                   | Taye        | Dare               |
| "Funkytown"                       | Lipps Inc                      | 1980s  | Marcos Aguirre    | Simple        | 2                   | Miss Aubrey | Miss Aubrey        |
| "Galang '05"                      | M.I.A.                         | 2000s  | Frenchy Hernandez | Simple        | 2                   | Dare        | Dare               |
| "Hella Good"                      | No Doubt                       | 2000s  | Marcos Aguirre    | Tough         | 4                   | Oblio       | Oblio              |
| "Hey Mami"                        | FannyPack                      | 2000s  | Marcos Aguirre    | Warmup        | 1                   | Miss Aubrey | Miss Aubrey        |
| "I Know You Want Me (Calle Ocho)" | Pitbull                        | 2000s  | Marcos Aguirre    | Warmup        | 1                   | Angel       | Angel              |
| "Jungle Boogie"                   | Kool & the Gang                | 1970s  | Ricardo Foster    | Moderate      | 3                   | Maccoy      | Glitch             |
| "Just Dance"                      | Lady Gaga                      | 2000s  | Marcos Aguirre    | Off The Hook  | 7                   | Dare        | Dare               |
| "King of the Dancehall"           | Beenie Man                     | 2000s  | Marcos Aguirre    | Tough         | 4                   | Angel       | Angel              |
| "Maneater"                        | Nelly Furtado                  | 2000s  | Frenchy Hernandez | Legit         | 5                   | Emilia      | Emilia             |
| "Move Ya Body"                    | Nina Sky                       | 2000s  | Frenchy Hernandez | Tough         | 4                   | Emilia      | Emilia             |
| "Poison"                          | Bell Biv DeVoe                 | 1990s  | Devin Woolridge   | Legit         | 5                   | Angel       | Angel              |
| "Poker Face"                      | Lady Gaga                      | 2000s  | Marcos Aguirre    | Warmup        | 1                   | Mo          | Mo                 |
| "Pon de Replay"                   | Rihanna                        | 2000s  | Frenchy Hernandez | Warmup        | 1                   | Emilia      | Emilia             |
| "Pump Up the Jam"                 | Technotronic                   | 1980s  | Marcos Aguirre    | Hardcore      | 6                   | Dare        | Dare               |
| "Push It"                         | Salt-n-Pepa                    | 1980s  | Frenchy Hernandez | Legit         | 5                   | Taye        | Dare               |
| "Rendez-Vu"                       | Basement Jaxx                  | 1990s  | Frenchy Hernandez | Tough         | 4                   | Miss Aubrey | Miss Aubrey        |
| "Rump Shaker"                     | Wreckx-n-Effect                | 1990s  | Marcos Aguirre    | Moderate      | 3                   | Oblio       | Oblio              |
| "Satisfaction"                    | Benny Benassi Presents The Biz | 2000s  | Marcos Aguirre    | Hardcore      | 6                   | Oblio       | Oblio              |
| "Teach Me How To Jerk"            | Audio Push                     | 2000s  | Devin Woolridge   | Legit         | 5                   | Mo          | Mo                 |

### Conteúdo para download
As canções seguintes foram lançados como conteúdo para download para 240 Pontos Microsoft (US $ 3,00) cada, através do Xbox Live Marketplace. Essas músicas também entregar novas rotinas. Há 32 canções DLC disponíveis para Dance Central, e todas as músicas são compatíveis com Dance Central 2 e Central Dance 3.
| Título da Música                                 | Artista                                         | Década | Coreógrafo        | Classificação | Dificuldade (Até 7) | Data de Lançamento      | Personagem  | Pacote de Dança | Pacote Maratona |
| ------------------------------------------------ | ----------------------------------------------- | ------ | ----------------- | ------------- | ------------------- | ----------------------- | ----------- | --------------- | --------------- |
| "Temperature"                                    | Sean Paul                                       | 2000s  | Marcos Aguirre    | Moderate      | 3                   | 4 de Novembro de 2010   | Angel       | 3               |                 |
| "Because of You"                                 | Ne-Yo                                           | 2000s  | Marcos Aguirre    | Hardcore      | 6                   | 4 de Novembro de 2010   | Mo          | 3               | 1               |
| "I Got You Dancing"                              | Lady Sovereign                                  | 2000s  | Marcos Aguirre    | Off The Hook  | 7                   | 4 de Novembro de 2010   | Dare        | 1               | 1               |
| "Whoomp! (There It Is)"                          | Tag Team                                        | 1990s  | Chanel Thompson   | Legit         | 5                   | 23 de Novembro de 2010  | Dare        | 3               | 1               |
| "I Gotta Feeling"                                | The Black Eyed Peas                             | 2000s  | Chanel Thompson   | Moderate      | 3                   | 23 de Novembro de 2010  | Emilia      |                 | 1               |
| "Word Up"                                        | Cameo                                           | 1980s  | Ricardo Foster    | Tough         | 4                   | 23 de Novembro de 2010  | Maccoy      | 3               | 1               |
| "Control"                                        | Janet Jackson                                   | 1980s  | Chanel Thompson   | Hardcore      | 6                   | 4 de Novembro de 2010   | Taye        | 2               | 1               |
| "Girls and Boys"                                 | Blur                                            | 1990s  | Marcos Aguirre    | Warmup        | 1                   | 21 de Dezembro de 2010  | Oblio       | 4               | 1               |
| "Disturbia"                                      | Rihanna                                         | 2000s  | Frenchy Hernandez | Simple        | 2                   | 21 de Dezembro de 2010  | Miss Aubrey | 2               | 1               |
| "We Run This"                                    | Missy Elliott                                   | 2000s  | Marcos Aguirre    | Hardcore      | 6                   | 15 de Fevereiro de 2011 | Emilia      | 1               |                 |
| "Le Freak"                                       | Chic                                            | 1970s  | Chanel Thompson   | Simple        | 2                   | 15 de Fevereiro de 2011 | Dare        | 4               |                 |
| "Super Freak"                                    | Rick James                                      | 1980s  | Frenchy Hernandez | Simple        | 2                   | 15 de Fevereiro de 2011 | Miss Aubrey | 4               | 1               |
| "Heard 'Em All"                                  | Amerie                                          | 2000s  | Marcos Aguirre    | Legit         | 5                   | 15 de Fevereiro de 2011 | Taye        | 1               | 1               |
| "Weapon of Choice"                               | Fatboy Slim                                     | 2000s  | Marcos Aguirre    | Warmup        | 1                   | 15 de Março de 2011     | Oblio       | 4               | 1               |
| "Hollaback Girl"                                 | Gwen Stefani                                    | 2000s  | Chanel Thompson   | Hardcore      | 6                   | 15 de Março de 2011     | Taye        | 2               | 1               |
| "Straight Up"                                    | Paula Abdul                                     | 1980s  | Marcos Aguirre    | Legit         | 5                   | 15 de Março de 2011     | Miss Aubrey | 2               | 1               |
| "Turnin Me On"                                   | Keri Hilson                                     | 2000s  | Frenchy Hernandez | Off The Hook  | 7                   | 15 de Março de 2011     | Emilia      | 1               | 1               |
| "W aucie (remix Fred)"                           | Sokół feat. Pono & Franek Kimono                | 2000s  | Marcos Aguirre    | Moderate      | 3                   | 19 de Abril de 2011     | Taye        | 5               | 2               |
| "Lean wit It, Rock wit It"                       | Dem Franchize Boyz ft. Peanut & Charlay         | 2000s  | Frenchy Hernandez | Simple        | 2                   | 19 de Abril de 2011     | Emilia      | 5               | 2               |
| "D.A.N.C.E."                                     | Justice                                         | 2000s  | Ricardo Foster    | Moderate      | 3                   | 19 de Abril de 2011     | Maccoy      | 7               | 2               |
| "Fergalicious"                                   | Fergie ft. will.i.am                            | 2000s  | Chanel Thompson   | Hardcore      | 6                   | 17 de Maio de 2011      | Emilia      | 6               | 2               |
| "Informer"                                       | Snow                                            | 1990s  | Ricardo Foster    | Simple        | 2                   | 17 de Maio de 2011      | Maccoy      | 7               | 2               |
| "Lapdance"                                       | N.E.R.D. ft. Lee Harvey & Vita                  | 2000s  | Devin Woolridge   | Tough         | 4                   | 17 de Maio de 2011      | Oblio       | 5               | 2               |
| "Say Aah"                                        | Trey Songz ft. Fabolous                         | 2010s  | Ricardo Foster    | Simple        | 2                   | 19 de Julho de 2011     | Oblio       | 7               | 2               |
| "Break Your Heart"                               | Taio Cruz Ft. Ludacris                          | 2000s  | Chanel Thompson   | Moderate      | 3                   | 19 de Julho de 2011     | Dare        | 6               | 2               |
| "Planet Rock (Original 12'' Version)"            | Afrika Bambaataa and the Soul Sonic Force       | 1980s  | Devin Woolridge   | Hardcore      | 6                   | 19 de Julho de 2011     | Mo          | 7               |                 |
| "Get Up (I Feel Being Like A) Sex Machine Pt. 1" | James Brown                                     | 1970s  | Ricardo Foster    | Moderate      | 3                   | 16 de Agosto de 2011    | Maccoy      | 6               | 2               |
| "Get Busy"                                       | Sean Paul                                       | 2000s  | Frenchy Hernandez | Tough         | 4                   | 16 de Agosto de 2011    | Taye        | 7               | 2               |
| "Get It Shawty"                                  | Lloyd                                           | 2000s  | Marcos Aguirre    | Moderate      | 3                   | 16 de Agosto de 2011    | Angel       | 6               | 2               |
| "Don't Cha"                                      | Busta Rhymes                                    | 2000s  | Frenchy Hernandez | Simple        | 2                   | 20 de Setembro de 2011  | Oblio       | 6               | 2               |
| "Tempted to Touch"                               | Rupee                                           | 2000s  | Devin Woolridge   | Simple        | 2                   | 20 de Setembro de 2011  | Angel       | 7               | 2               |
| "The Way I Are"                                  | Timbaland ft. Keri Hilson and D.O.E., Sebastian | 2000s  | Nick DeMoura      | Off The Hook  | 7                   | 20 de Setembro de 2011  | Mo          | 6               | 2               |